# الحدب (عسير)
الحدب إحدى المراكز التابعة لمحافظة بلقرن في منطقة عسير في المملكة العربية السعودية.